# Galtür
Galtür (1 586 m) est une commune et une région de ski dans la vallée de Paznaun dans le Tyrol (Autriche) avec une population d'environ 800 habitants près de la frontière du Vorarlberg et de la Suisse. Galtür est très réputée pour son tourisme d'hiver.

## Géographie

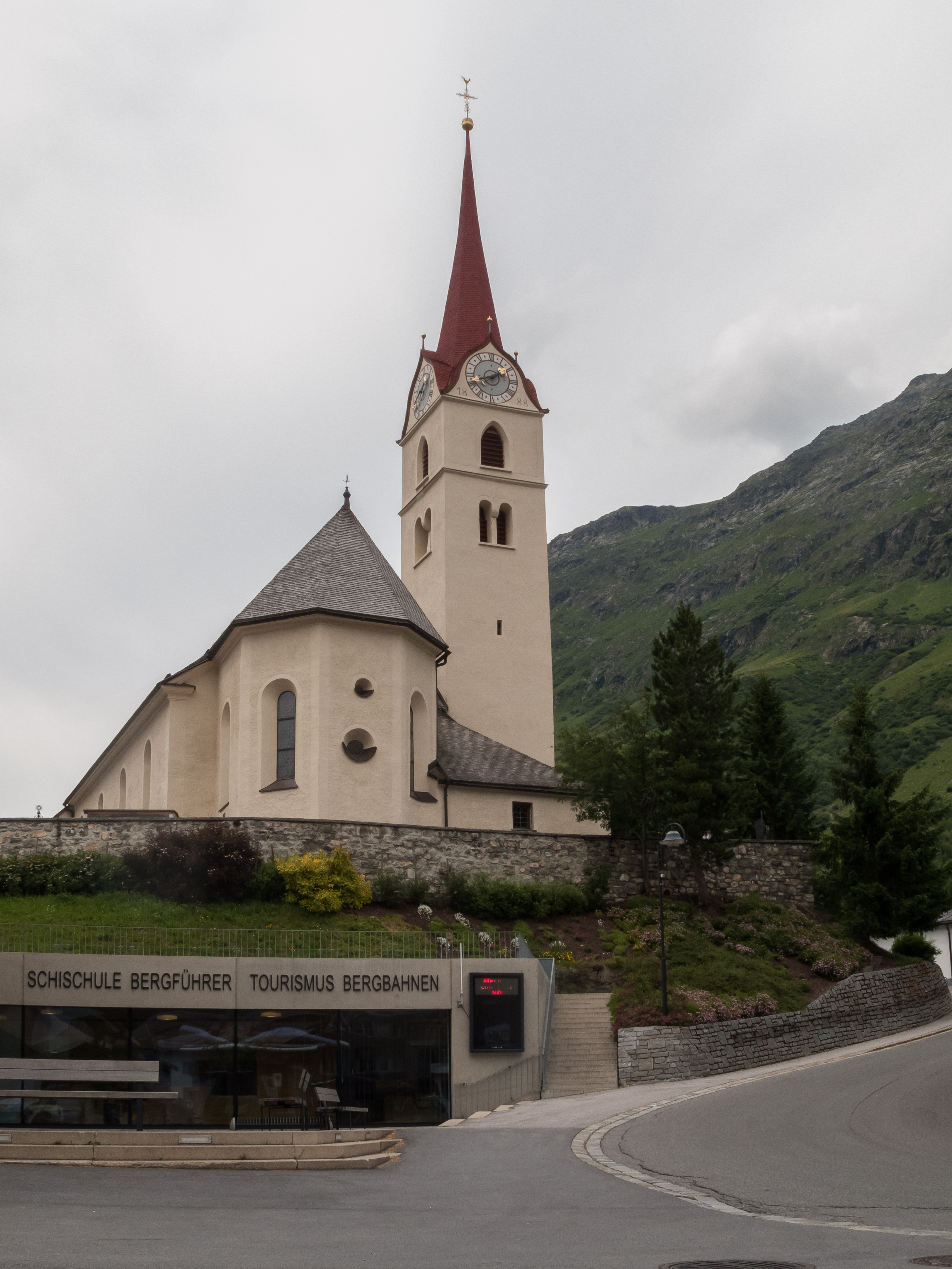
Église de la Nativité de Marie à Galtür.
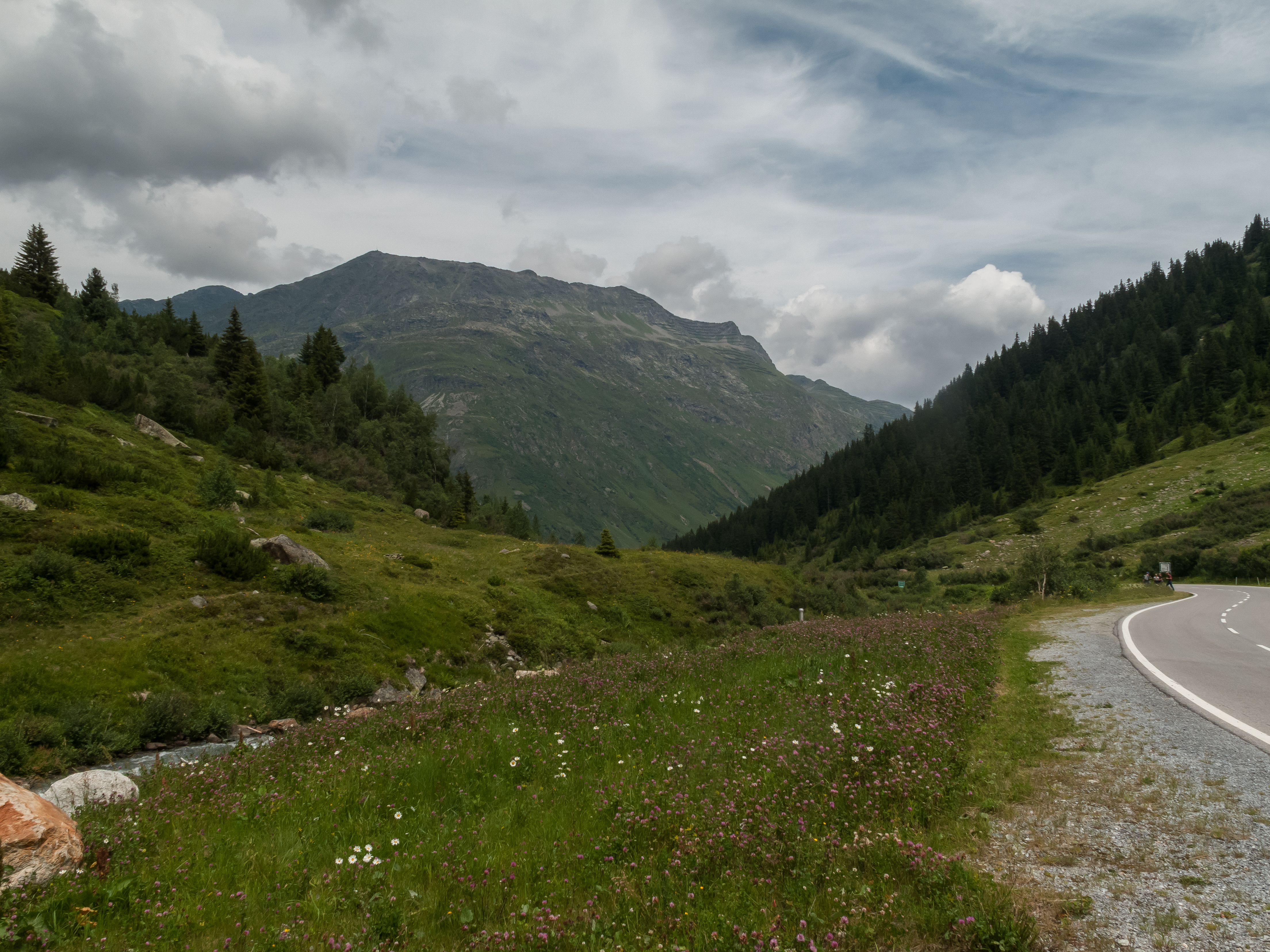
Panorama entre Wirl et Bielerhöhe.
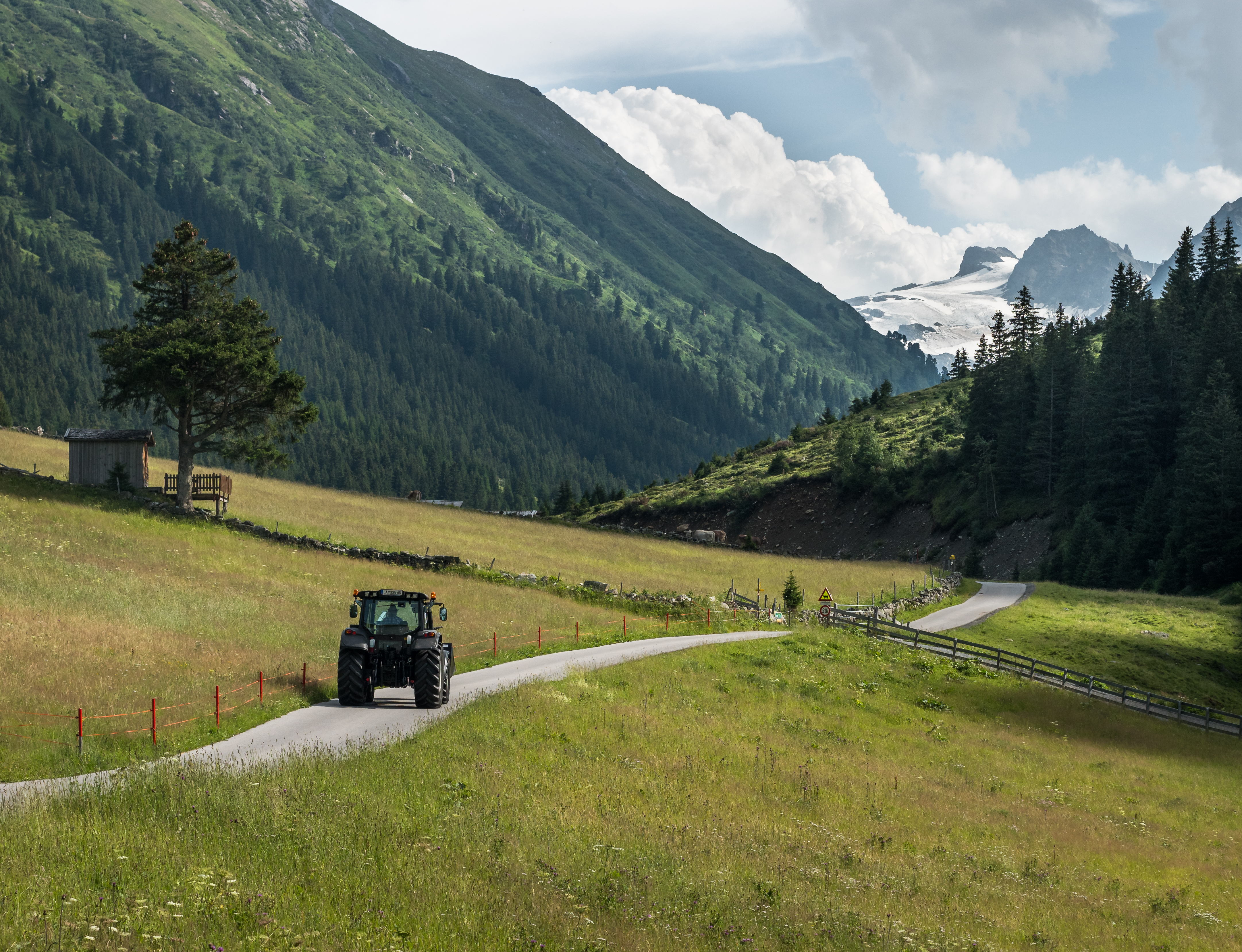
À travers la vallée de Jamtal, près de Galtür. Au fond le sommet du Dreiländerspitze.
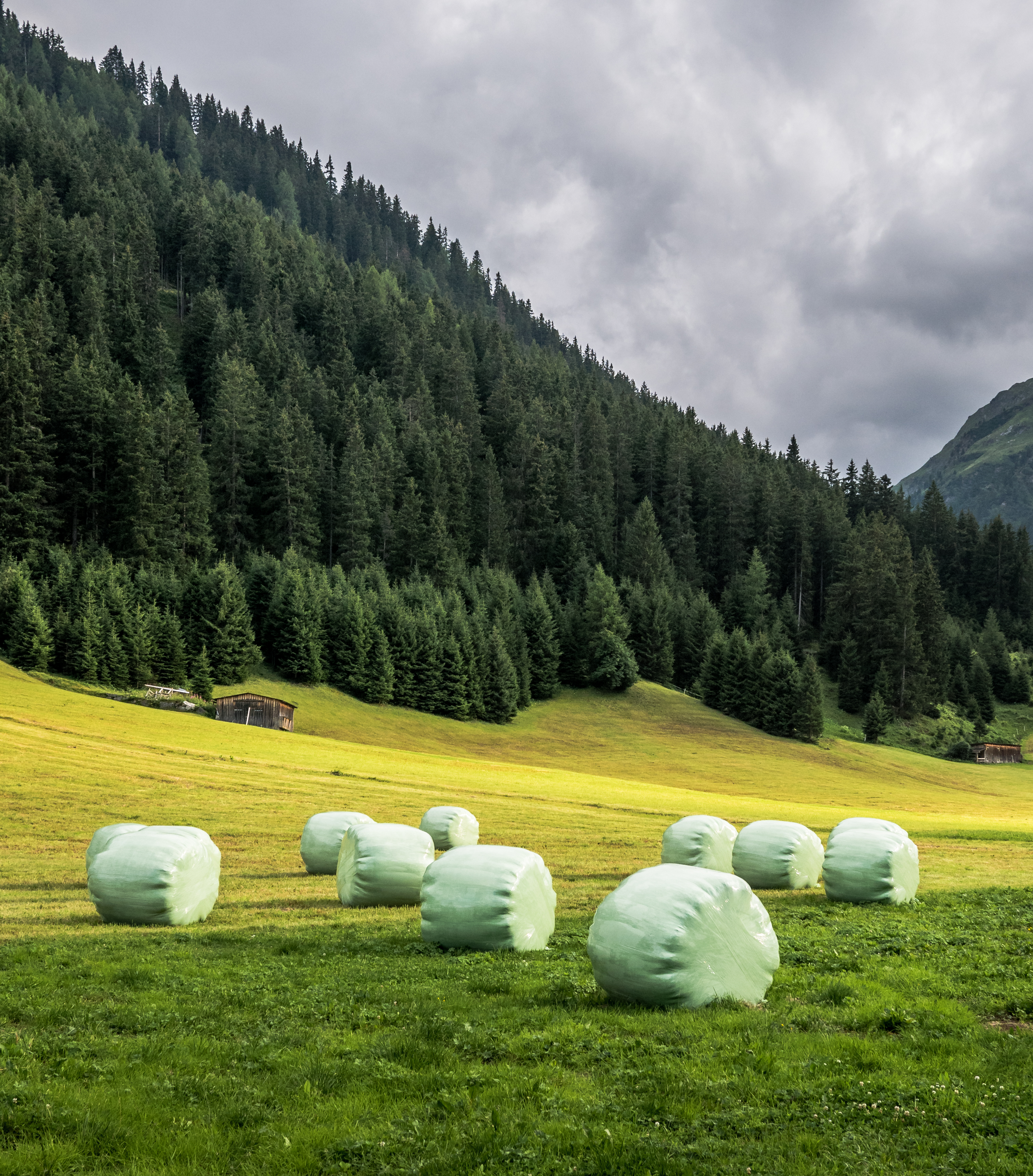
Ensilage dans un champ à Galtür. Juillet 2017.
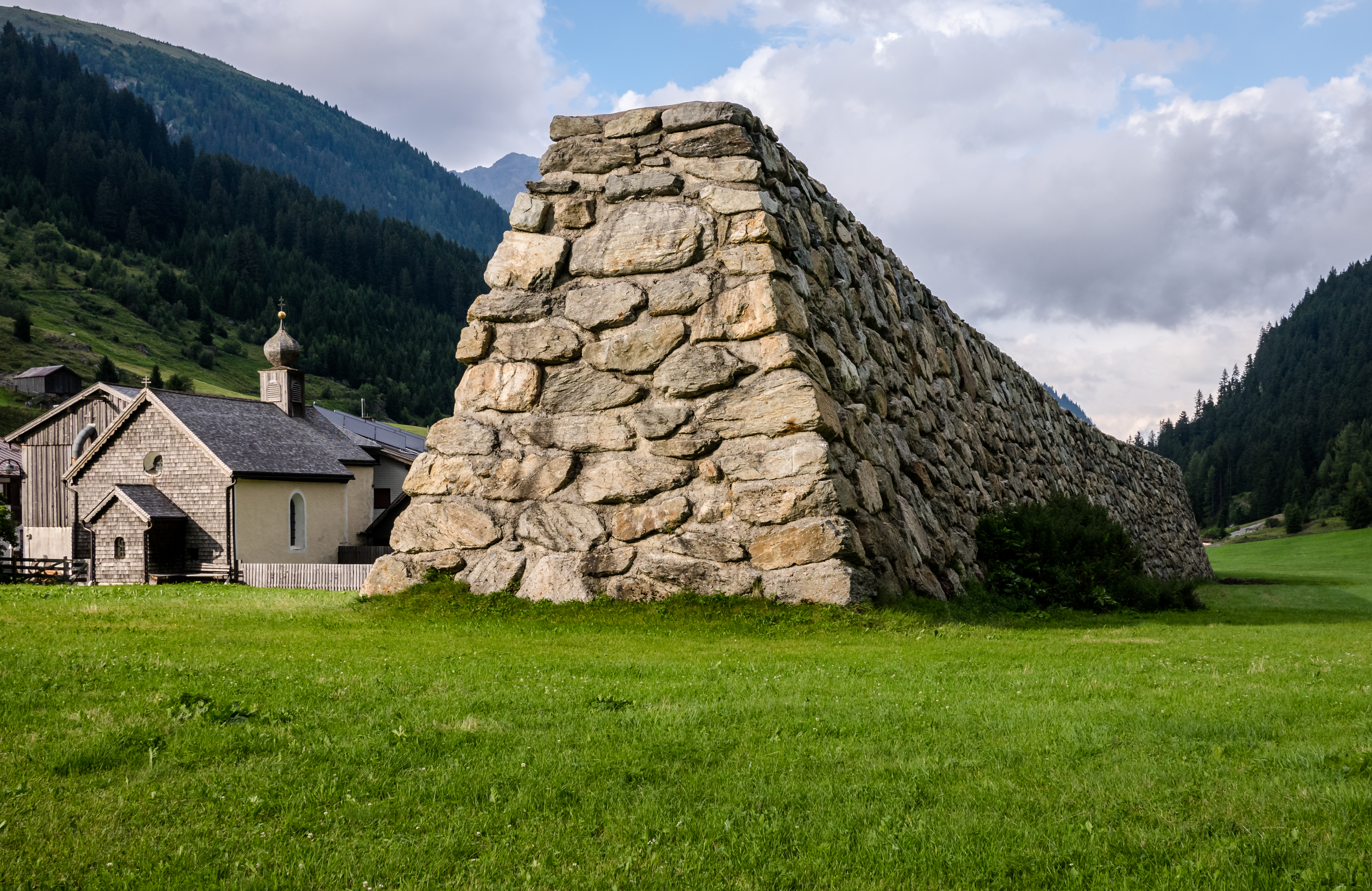
Protection paravalanche à Tschaffein.

## Histoire

### Avalanche de Galtür
Le 23 février 1999 à 15:59 une avalanche se déclencha en montagne et fonça sur le village, elle tua 31 personnes, la plupart par asphyxie, après avoir inhalé de la neige.
L'avalanche de Galtür est la plus importante avalanche de l'histoire de l'Autriche. Galtür avait été divisée en trois zones de dangerosité selon les risques d'avalanches. Cette avalanche a détruit des bâtiments des trois zones, y compris la zone verte, pourtant classée zone sûre.
Cette avalanche a marqué le début des simulations informatiques d'avalanches complexes. Les jours précédant la catastrophe, les températures sont montées jusqu’à 4 °C et sont brusquement retombées dans les négatives. Le composé instable de neige devient donc un mélange instable, composé de neige poudreuse, due à la tempête de neige, de neige solide, et de glace. C'est l'instabilité de ce bloc qui l'a rendu dangereux et qui a détruit de nombreuses infrastructures.
Les scientifiques se rendent compte que les avalanches complexes ne peuvent être simulées grâce à des technologies informatiques de pointe, et décident de reproduire l'avalanche dans une vallée inhabitée. L’expérience a submergé les bâtiments en béton armé des scientifiques.
Les autorités chargées de l’enquête ont tenu à rappeler que le bilan humain aurait pu être plus léger, mais que la municipalité de Galtür avait fermé toutes les routes par mesure de sécurité.
On notera que plusieurs personnes ont pu être sauvées grâce à la rapidité d'intervention des secours et des habitants non touchés par la catastrophe.